# Balkáni front (első világháború)
A balkáni front az I. világháború egyik frontvonala volt, mely a Balkán területén húzódott, ahol a központi hatalmak és az antant hatalmak 1914-től az I. világháború végéig harcoltak váltakozó sikerrel egymással.

## Előzmények
A Balkán-félszigeten az egykori Oszmán Birodalom látványos hanyatlása a középkorban eltűnt országok (Albánia, Görögország, Montenegró, Szerbia és Bulgária) újjászületését eredményezte. A balkáni államok létrejöttével egy időben a szomszédos hatalmak (Olaszország, Monarchia és Oroszország) komoly erőfeszítéseket tettek, hogy Nagy-Britannia és Franciaország mellé egyenrangú nagyhatalomként felzárkózzanak. Ezen országok a 19. század végétől tudatosan törekedtek arra, hogy a balkáni nemzeteket vágyott nagyhatalmi szférájukba bevonják. Törekvéseik egyaránt sértették egymás érdekeit és a balkáni nacionalisták érzelmeit is.
A 20. század elején a Monarchia lépéselőnyre tett szert vetélytársaival szemben. Bécs-Budapest sikeresen integrálta birodalmába Bosznia-Hercegovinát. Ezzel súlyosan sértette a helyi szerbek érdekeit. Az annexió után a bécsi imperializmus Szerbia ellen fordult. Szerbia a boszniai szerbek Bécs ellen hangolásával válaszolt. A szarajevói merénylet után jó esély mutatkozott arra, hogy a Monarchia végre a hatalmi szférájába erőszakolhassa a renitens Szerbiát. A júliusi ultimátumot Szerbia nyájassá vált hangneme ellenére a Monarchia nem vonta vissza, majd a szövetséges Németország támogatását maga mögött tudván hadat üzent Szerbiának.
A hadüzenetet követően megkezdődött a szövetségi rendszerek hadseregeinek felvonulása, előbb csak a Drina és a Száva mentén, majd Európa és a világ távoli szegleteiben is. A Balkánon az egész világot lángba borító szikra pattant ki.

## Bulgária hadba lépése
Bulgária a háború előtt jó kapcsolatokat ápolt az Osztrák–Magyar Monarchiával. A viszony azonban gyorsan kihűlt, amikor a dualista állam Bulgária érdekeit is sértve növelte egyre befolyását a Balkánon. A háborúban azonban a kis Szerbia váratlan erejű ellenállást gyakorolt a két frontos háborúra kényszerült a Monarchia ellen.
Az antant sikertelen törökök elleni akciója meggyőzte a bolgár vezetőket arról, hogy országuk a központi hatalmak oldalán lehet képes kiharcolni a második balkáni háború végén elszenvedett területi veszteségek revízióját. 1915-ben szövetséget kötöttek a Monarchiával és megkezdték közös hadműveleteiket Szerbia végső legyőzésére.

## A balkáni front csatái
A török birodalom európai részén a 19. században sorra szabadultak fel több száz éve elnyomás alatt élt népek. Az európai nagyhatalmak, elsősorban Oroszország és a Monarchia úgy tekintettek a Balkánra mint új prédára.